# Manel Xifra i Boada
Manel Xifra i Boada (Girona, 1928-2005) va ser un empresari català, fundador de Comexi Group, empresa dedicada a la producció de béns d'equip per al sector de l'embalatge flexible.

## Biografia
Manel Xifra i Boada va néixer l'any 1928 a Girona. Va estudiar a l'escola Maristes de la mateixa ciutat i es va formar com enginyer tècnic a l'Escola d'Enginyers Industrials de Terrassa. Des d'ençà va dedicar la seva trajectòria professional al sector industrial.
Manel Xifra va fundar l'empresa Comexi a Girona l'any 1954. L'empresa va començar sent un petit taller de manteniment i fabricació d'equips per a la indústria paperera, amb una mà d'obra especialitzada i qualificada. A finals de la dècada dels cinquanta, aprofitant el boom del plàstic, l'empresa va evolucionar cap a la producció de béns d'equip per al sector de l'envàs flexible. Des d'aquell moment, la companyia va iniciar un llarg procés de millora tecnològica i d'internacionalització fins a esdevenir un dels líders mundials del sector.
Avui Comexi és un grup empresarial amb una facturació per sobre dels 100M€, molt orientada a la innovació. Comexi Group té la seu a Riudellots de la Selva i està formada per diverses empreses orientades a mercat: Comexi Group Industries, que engloba la major part de les marques comercials (Comexi, Nexus, Enviroxi i Proslit); Neopack, empresa dedicada a impressió Offset; Comexi Converting Solutions, empresa creada a Itàlia el 2010 que gestiona la maquinària d'impressió per a rotogravat; Comexi do Brasil, centre productiu a Brasil per aquell mercat i gran part de Sud-amèrica; Comexi North America i Comexi Latinoamericana, delegacions comercials als EUA i Mèxic respectivament. L'activitat exportadora de Comexi Group representa més del 95% de la seva facturació i la seva xarxa comercial s'estén per una vuitantena de països d'arreu del món.
Manel Xifra i Boada es va casar amb Loreto Pagès i Soler el 1953 i junts van tenir 9 fills. Avui Comexi Group continua sent una empresa de capital familiar 100% i és dirigida per la segona generació.
De profunda convicció gironina, Manel Xifra va ser membre del consell rector del Patronat Català pro Europa a Girona, del Patronat de l'Escola Politècnica Superior de la UdG i del Ple de la Cambra de Comerç de Girona, així com col·legiat d'honor del Col·legi d'Enginyers Tècnics Industrials de Girona i pregoner de la Setmana Santa de Girona l'any 2003.

## Premis
La iniciativa empresarial, exportadora i innovadora en tecnologia van valdre a Comexi Group i al seu president fundador aquestes distincions, entre d'altres:
1989, 1994 i 2004. Premis pel dinamisme exportador i per la xifra d'exportació concedits per la Cambra de Comerç, Indústria i Navegació de Girona.
1991. Premi categoria d'Or a l'exportació.
1992. Premi especial de la Flexographic Technical Association per la qualitat d'impressió de les màquines.
1993. Premi Delfín a la millor iniciativa empresarial.
1995. Primer premi a la Tecnologia del departament d'Indústria de la Generalitat de Catalunya.
1996. Premi a l'emprenedor en la categoria d'internacionalització d'Ernst & Young, «la Caixa» i Cinco Días, a títol personal.
1998. Premi a la Internacionalització de l'Economia Catalana de la Generalitat de Catalunya.
1999. Primer Premi Mitjanes Empreses de Pimec Sefes.
1999. Medalla Francesc Macià al Treball, atorgada per la Generalitat de Catalunya a títol personal, per mèrits professionals.
2003. Premi a la internacionalització de l'Economia Catalana de la Generalitat de Catalunya, a títol personal.
2005. Premi Manel Xifra Boada, atorgat a títol pòstum pel Col·legi d'Enginyers Tècnics industrials de Girona.

## Premis Manel Xifra i Boada
El Col·legi d'Enginyers Tècnics Industrials de Girona (CETIG) i Comexi Group lliuren anualment els premis Manel Xifra i Boada. Des del primer lliurament, aquests guardons reconeixen la tasca de cinc persones que segons el criteri de CETIG i Comexi Group han contribuït a la difusió, consolidació i distinció de la professió d'enginyer tècnic industrial.
Els premis es van donar a conèixer el 2005, poc després del traspàs de Manel Xifra i Boada. Per aquest motiu, i abans d'obrir la convocatòria, es va atorgar el primer guardó a títol pòstum a aquest enginyer. Des de llavors, els premis recullen la filosofia que el fundador Manel Xifra representava, tant des de l'òptica empresarial com familiar.
Els premis Manel Xifra i Boada estableixen 3 categories:
- Premi a la Millor Trajectòria Professional.
- Premi a la Transmissió del Coneixement Científico-Tècnic, que reconeix la difusió i transmissió de la tècnica i tecnologia.
- Premis del Patronat de l'Escola Politècnica Superior de la UdG al millors Projectes de Final de Carrera d‘Enginyeria Tècnica Industrial de les especialitats de Mecànica, Química Industrial i Electrònica Industrial.

## Centre Tecnològic Manel Xifra i Boada
Seguint la filosofia del fundador de Comexi Group, Manel Xifra i Boada, i en honor dels seus principis d'ajudar els clients i col·laborar amb la indústria, Comexi Group va crear el Centre Tecnològic Manel Xifra i Boada. El Centre Tecnològic Manel Xifra i Boada és una empresa independent amb seu al Parc Científic i Tecnològic de la Universitat de Girona. El seu centre de demostracions es troba a les instal·lacions de Riudellots de la Selva, on hi ha la seu central del grup Comexi.
El Centre Tecnològic ofereix serveis que cobreixen diversos processos del sector del packaging flexible. Aquests serveis es divideixen en 4 àrees:
- Consultoria
- Serveis d'innovació
- Demo Center / laboratori industrial
- Formació i activitats acadèmiques

## Càtedra Manel Xifra i Boada
La Càtedra “Manel Xifra i Boada” Arxivat 2014-08-10 a Wayback Machine. en recerca i innovació en tecnologia de la producció d'envasos flexibles (Comexi Group – UdG – UPC) es va constituir per conveni signat el 10 de juny de 2013 entre Comexi Group, la Universitat de Girona i la Universitat Politècnica de Catalunya - BarcelonaTech (UPC). Aprofitant l'àmplia experiència de Comexi Group d'incorporar el treball de grups interdisciplinaris universitaris, la càtedra té per objectiu crear un espai interuniversitari de transferència i valorització del coneixement per innovar i aportar solucions sostenibles al sector tecnològic de la producció d'envasos flexibles. Les activitats de la càtedra estan orientades a la formació, la recerca i la transferència de resultats de la recerca, des de l'expertesa del grup de recerca de Visió per Computador i Robòtica (UdG) i del Centre de Disseny d'Equips Industrials (UPC). Entre altres temes, la càtedra treballa en:
- Línies de recerca sobre simulació de mecanismes i màquines, manteniment preventiu i predictiu, anàlisi energètica dels processos productius, disseny per la fabricació i muntatge.
- Formació en el disseny de béns d'equip: disseny de màquines, materials i gestió tècnica.
- Projectes de recerca en tecnologia aplicada a béns d'equipament.
- Estudis sobre temes ambientals i de sostenibilitat aplicats a la producció d'envasos flexibles.
- Detecció i incorporació de talent.
- Creació d'instruments per a la visualització del treball conjunt.